# Harold Wilson (Leichtathlet)

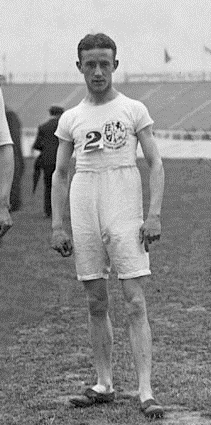
Harold Wilson, 1908

Harold Allan Wilson (* 21. Januar 1885 in Horncastle; † 17. Mai 1932 in Durban, Südafrikanische Union) war ein britischer Mittelstreckenläufer, der zu Beginn des 20. Jahrhunderts aktiv war. 
Der nur 1,62 m große und 52 kg schwere Athlet startete für die Hallamshire Harriers sowie für den Irish American Athletic Club.

## Karriere
Harold Wilsons größte Erfolge datieren in das Jahr 1908.
- Bei den britischen Olympiaausscheidungen blieb er als erster Läufer der Erde über 1500 Meter unter vier Minuten. Da Weltrekordlisten zum damaligen Zeitpunkt jedoch noch nicht geführt wurden, hatte seine Zeit von 3:59,8 min nur inoffiziellen Charakter (erster offizieller 1500-Meter-Weltrekordler ist Abel Kiviat in 3:55,8 min, gelaufen 1912).
- Er gewann die britische Landesmeisterschaft im Meilenlauf in 4:20,2 min. Diese Zeit brachte ihn auf Platz 1 der Jahresweltbestenliste.
- Er gewann zwei Medaillen bei den Olympischen Spielen 1908 in London.
  - Über 1500 Meter siegte er im Vorlauf in 4:11,4 min und schlug dabei den berühmten Franzosen Jean Bouin, der damit ausgeschieden war, da nur die Vorlaufsieger ins Finale einzogen. Im Finale verbesserte er sich auf 4:03,6 min, kam aber an den US-Amerikaner Mel Sheppard nicht mehr heran und gewann mit zwei Zehnteln Rückstand die Silbermedaille vor seinem Landsmann Norman Hallows (Bronze in 4:04,0 min).
  - Im 3-Meilen-Mannschaftslauf kam Wilson als Fünftplatzierter hinter drei Landsleuten (die den Sieg für das britische Team sicherten) und dem Amerikaner John Eisele nicht in die Wertung.

Nach den Spielen ging Wilson in die USA, wo er während der Freiluftsaison 1909 noch mehrere Male gegen Sheppard antrat. Im selben Jahr wurde er Profi.
Als persönliche Bestleistungen werden für Harold Wilson angegeben:
- 1500 Meter: 3:59,8 min, 1908
- 1 Meile: 4:20,2 min, 1908
- 2 Meilen: 9:40,8 min, 1910
- 3 Meilen: 14:57,0 min, 1908